# Mesostenus cingulatellus
Mesostenus cingulatellus là một loài tò vò trong họ Ichneumonidae.